# 玉龙雪山
玉龍雪山（藏語：འཇང་རི་མུག་པོ，藏语拼音：Jangri mupo་ 姜日莫波，意为姜域的乌云山，普米语：zlup gut jonp luvp）是雲南省麗江市玉龍納西族自治縣的一个南北向山脉，位于橫斷山脉的沙魯裏山南段，海拔5596m。雪山山腰雲騰霧繞，遠望像一條銀白色的巨龍，因此得名。為納西族的神山和聚居地之一；納西族人稱雪山爲“歐魯”，意爲“銀色的山岩”。雪山南北長35公里，東西寬13公里，主峰扇子陡海拔5596米。是中华人民共和国乃至欧亚大陆现今最南端的终年积雪雪山。
1988年，玉龍雪山與麗江古城、虎跳峽和寧蒗瀘沽湖四個片區組成雲南麗江玉龍雪山風景名勝區，被國務院批准列入第二批國家級風景名勝區名單。2007年5月8日，麗江市玉龍雪山景區經國家旅游局正式批准爲國家5A級旅游景區。

## 歷史人文
玉龍雪山是納西族人的神山，玉龙雪山下自古以来即为纳西族人的聚居地。考古工作者迄今为止发现的最早的玉龙雪山周边地区的人类活动遗址是丽江坝东南的木家桥丽江人遗址，经科学鉴定该处所发现的古人类化石距今10万年左右，考古学上称之为“丽江人”。而最早有記載納西族遷入現雲南地區是在公元7-8世紀，故一般相信他們在玉龍雪山一帶定居約有千年歷史。玉龍雪山是納西人民心中的神山，是三朵神的化身；現在每年的農曆二月八日，麗江人民和旅居外地的納西族人都會舉行盛大活動，歡度三朵節。另外，玉龍雪山和旁邊的哈巴雪山以及金沙江，亦經常一起出現在納西族的神話傳說中，其中玉龍雪山和哈巴雪山最常被描寫成孪生兄弟。

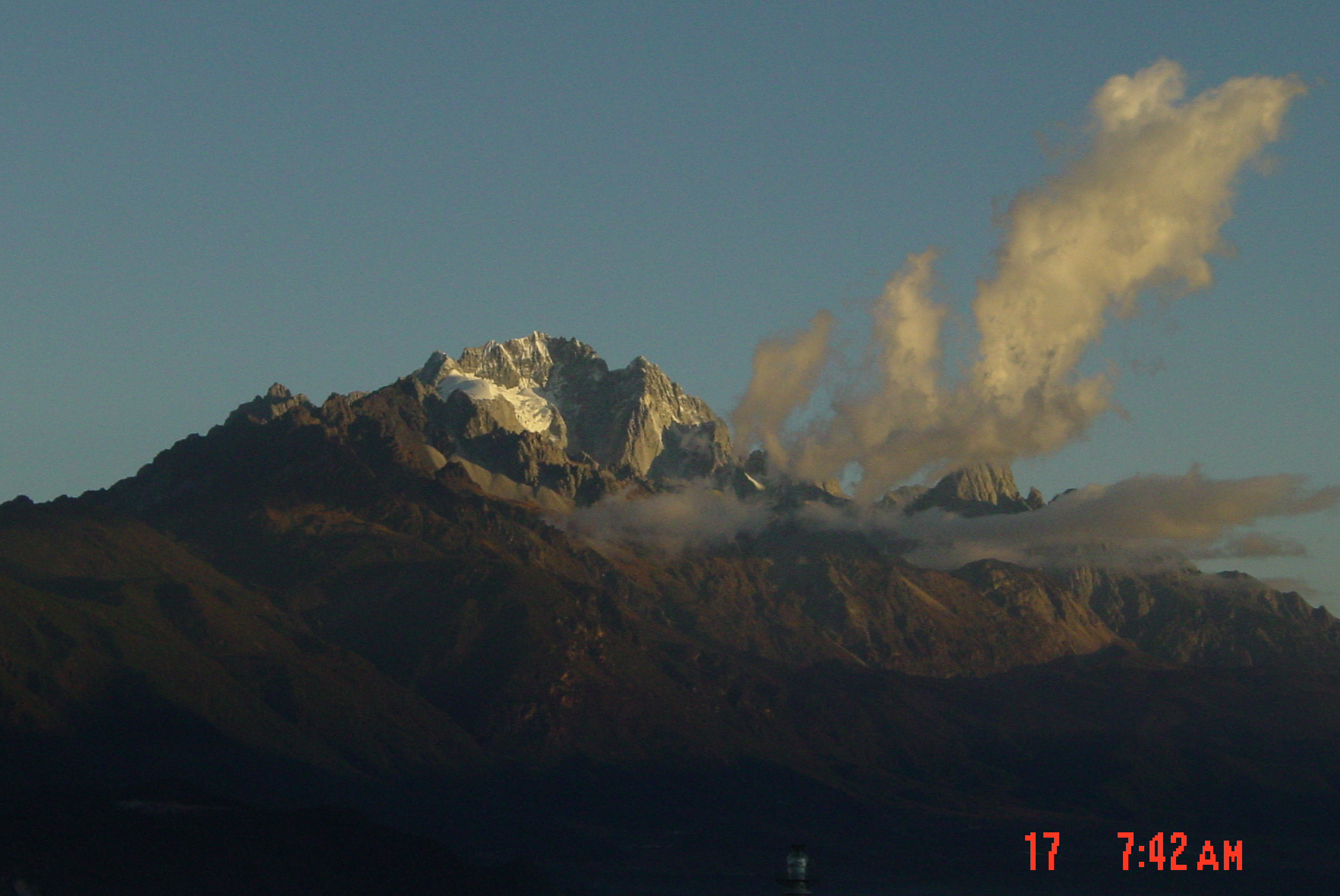
自白沙古镇附近北眺玉龙雪山日出

在唐代，南詔國國主异牟尋封岳拜山，曾封贈玉龍雪山爲北岳，至今麗江白沙村北的北岳廟尚存，並是舉行三朵節的重要場地。之後直至12世紀，玉龍雪山一帶屬大理國領土；元代初年，元世祖忽必烈到麗江時，曾封玉龍雪山爲「大聖雪石北岳安邦景帝」。清朝時有較多漢人遷入麗江一帶，漢文化開始影響納西族文化圈，但至今一些玉龍雪山附近的偏遠地區依然保有相當傳統的納西文化。

## 自然環境

### 地理
玉龍雪山是第四紀中大幅度抬升所形成的斷塊褶皺山，山體主要由泥盆系和石炭系的碳酸鹽岩構成，厚度在3000米以上，部分已變質爲大理岩。主峰扇子陡即是由石炭系玉龍灰岩構成。山體南部有石炭系、二叠系玄武岩與灰岩互層。玉龍雪山東麓有白水河與黑水河奇景，這兩條河的一條河床發育在石灰層中，另一條則發育于玄武岩中。前者的河底全爲白色的石礫，水質清冽；後者則正好相反，石礫黑黃。兩河一白一黑，形成特別的景觀。

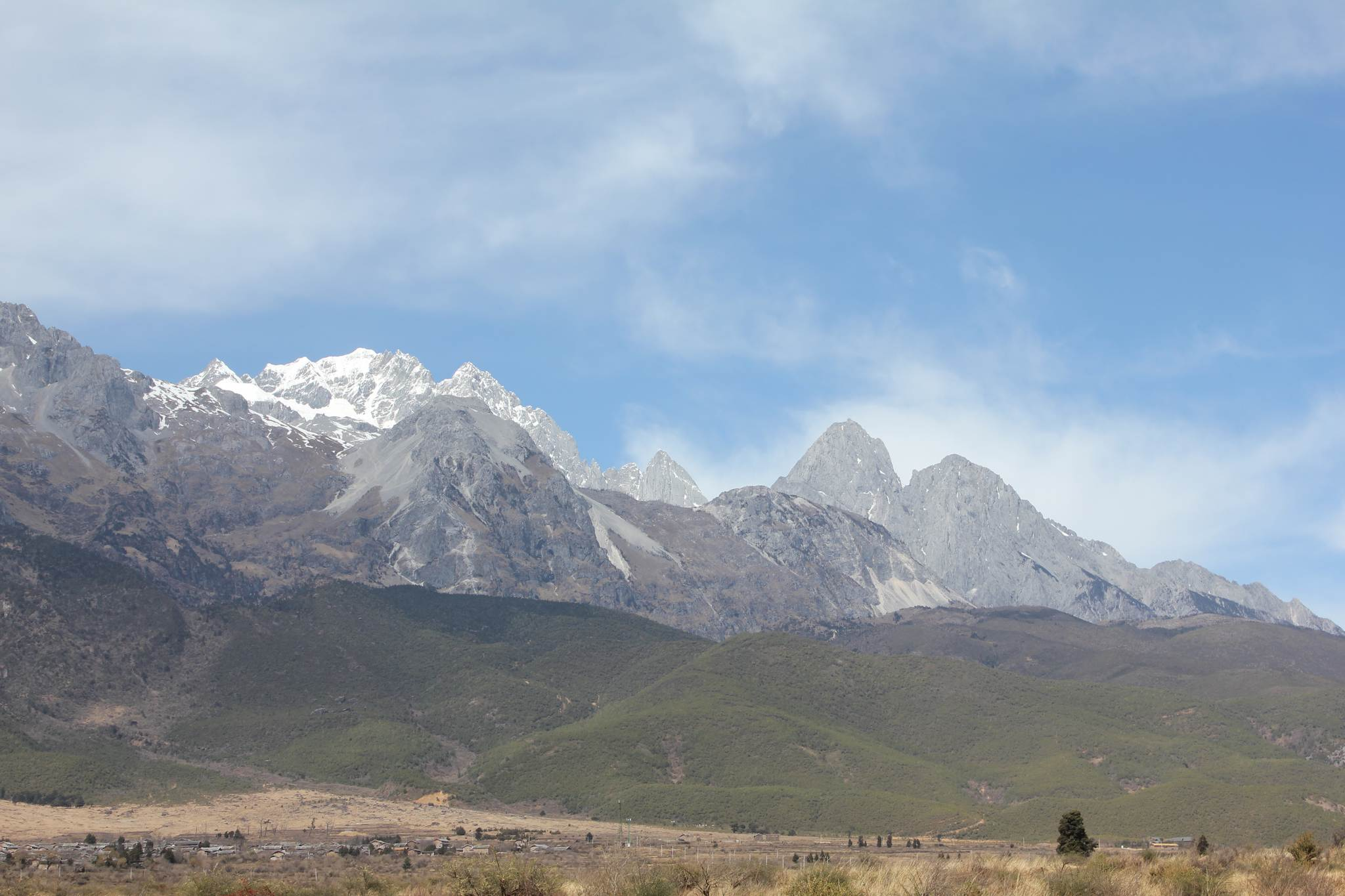
从珍珠湖附近眺望玉龙南坡冰川

玉龍雪山亦是青藏高原範圍內最邊遠的有海洋性冰川分布的高山。氣候雪綫在海拔5000米左右，地形雪綫大約爲4000~4500米。主峰扇子陡發育有懸冰川，海拔4500~5000米左右的高度則分布有冰斗冰川，現冰川總計有19條，總面積11.61平方公里，其中「白水一號」是目前最具游覽條件的冰川。此外，玉龍雪山還有衆多的古冰川遺迹，其中包括主峰扇子陡下面的乾河壩。乾河壩谷底海拔3300米，谷口朝向西南，谷寬300米，兩側灰岩陡壁相對高差達1000米以上，谷坡65~70度，是典型的阿爾卑斯式大型冰川U型谷。

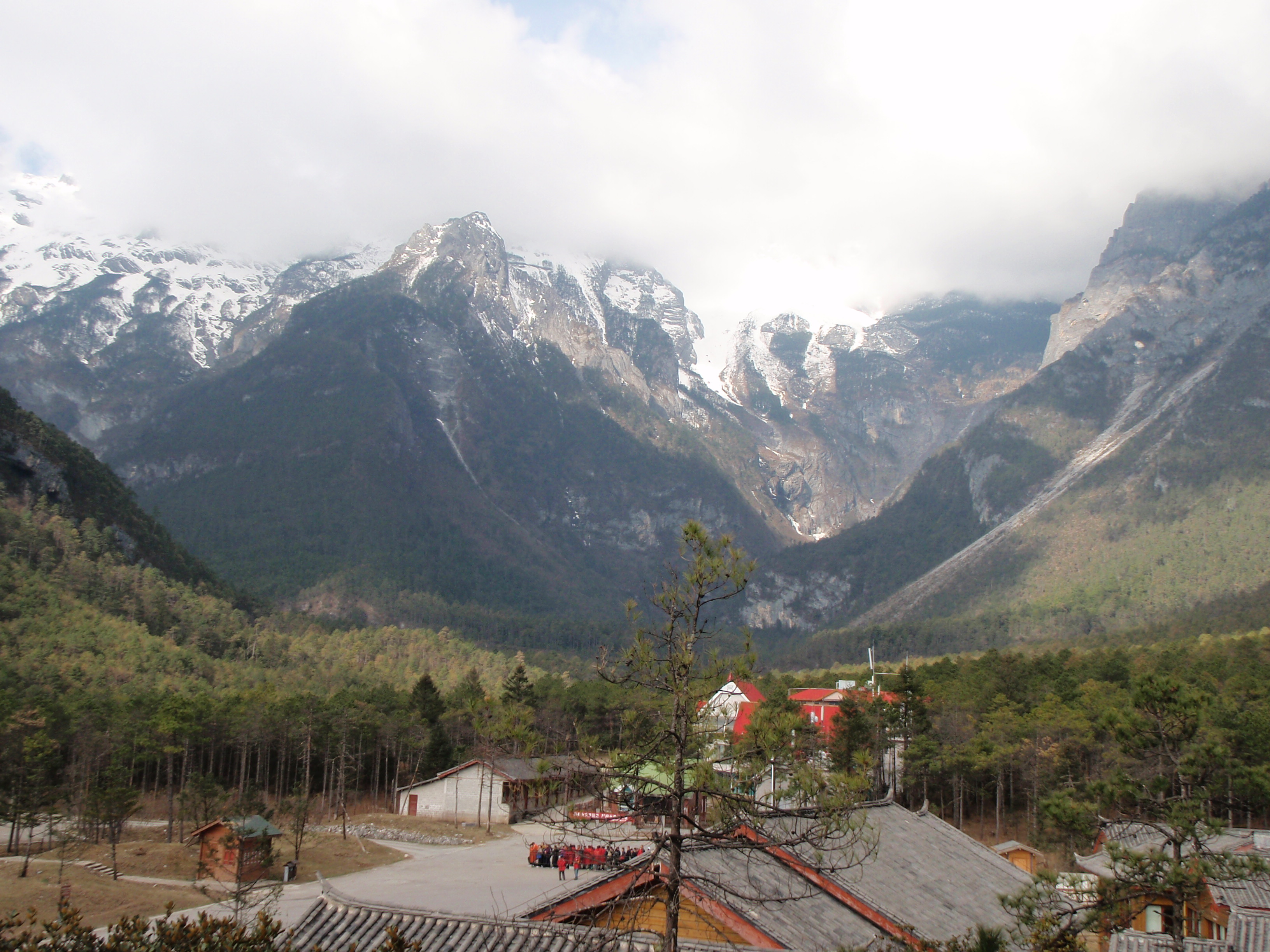
在玉龙雪山蓝月谷，冰川侵蚀地貌特征十分显著，图片正前方显示了一个由冰川进动侵蚀形成的U型谷

### 生態
另外，由于玉龍雪山的高低落差大，從山脚河谷到峰頂具備了亞熱帶、溫帶到寒帶的完整的垂直帶自然景觀。玉龍雪山東坡，海拔2400~2900米爲半濕潤的常綠闊葉林和雲南松林帶；海拔2700~3200米爲針闊葉混交林和硬葉常綠闊葉林帶，前者主要爲麗江鐵杉，後者則以黃背櫟、長穗高山櫟爲主要種類；海拔3200~4200米爲山地暗針葉林帶，這裏氣候凉爽潮濕，主要植被爲高山松林、麗江雲杉林和長苞冷杉林。海拔3700~4300米和海拔4300~5000米地帶分別爲高山杜鵑灌叢草甸帶和高山流石灘稀疏植被帶，其上便是永久凍土。這其中孕育了幾千種動植物，其中包括13種國家保護動物及20種國家保護植物。

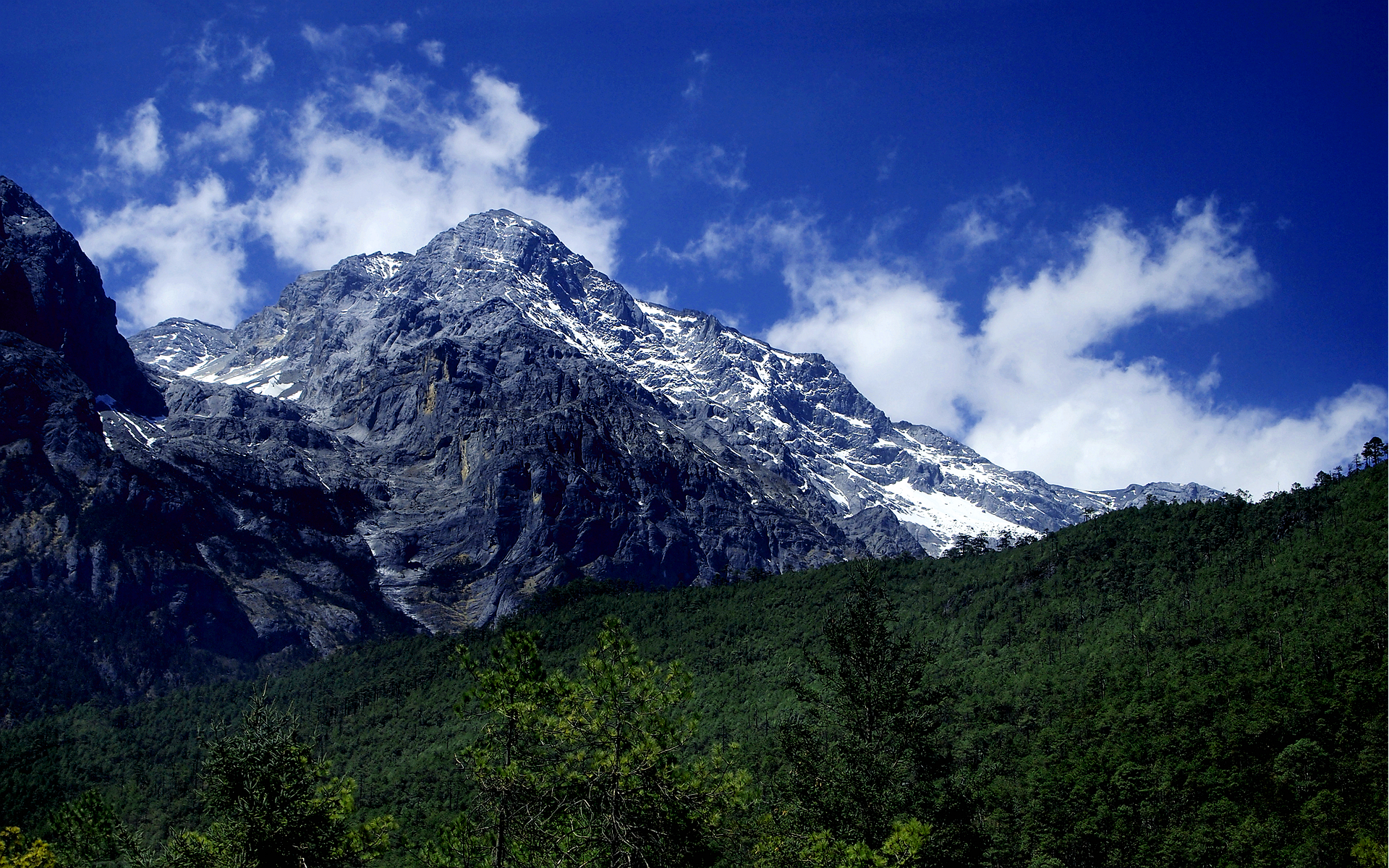
玉龙雪山云杉坪山麓的森林

## 攀登历史
1938年，由澳大利亚律师、女权主义者、保护主义者和登山家Marie Byles领导的登山探险队因天气恶劣而未能登顶。 她对这次失败感到非常失望，因而改信佛教，成为佛教思想的追随者。
玉龙雪山的主峰扇子陡只有一次登顶记录； 即在1987年5月8日，由菲尔-佩拉尔塔-拉莫斯和埃里克-帕尔曼组成的一支美国登山队声称完成了登顶并发表了登顶简报，但因缺乏顶峰环拍照片，针对该次登顶事件的真实性亦存在一些质疑。

## 玉龙雪山国家级风景名胜区
玉龙雪山国家级风景名胜区是一个以玉龙雪山及其周边地区为主体的国家级风景名胜区。其主要景點包括冰川公园、蓝月谷、黑白水河、甘海子、雲杉坪、牦牛坪、扇子陡等。游客可騎馬由乾海子上牦牛坪，亦可選乘區內三組纜車穿梭各景點。

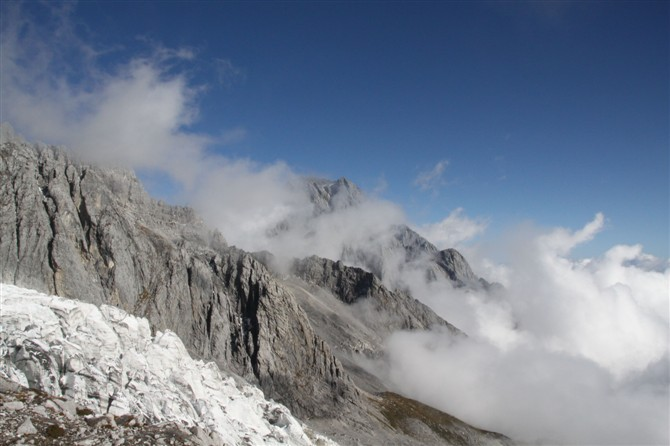
夏季时的玉龙雪山冰川公园，图中左方即为著名的白水I号冰川

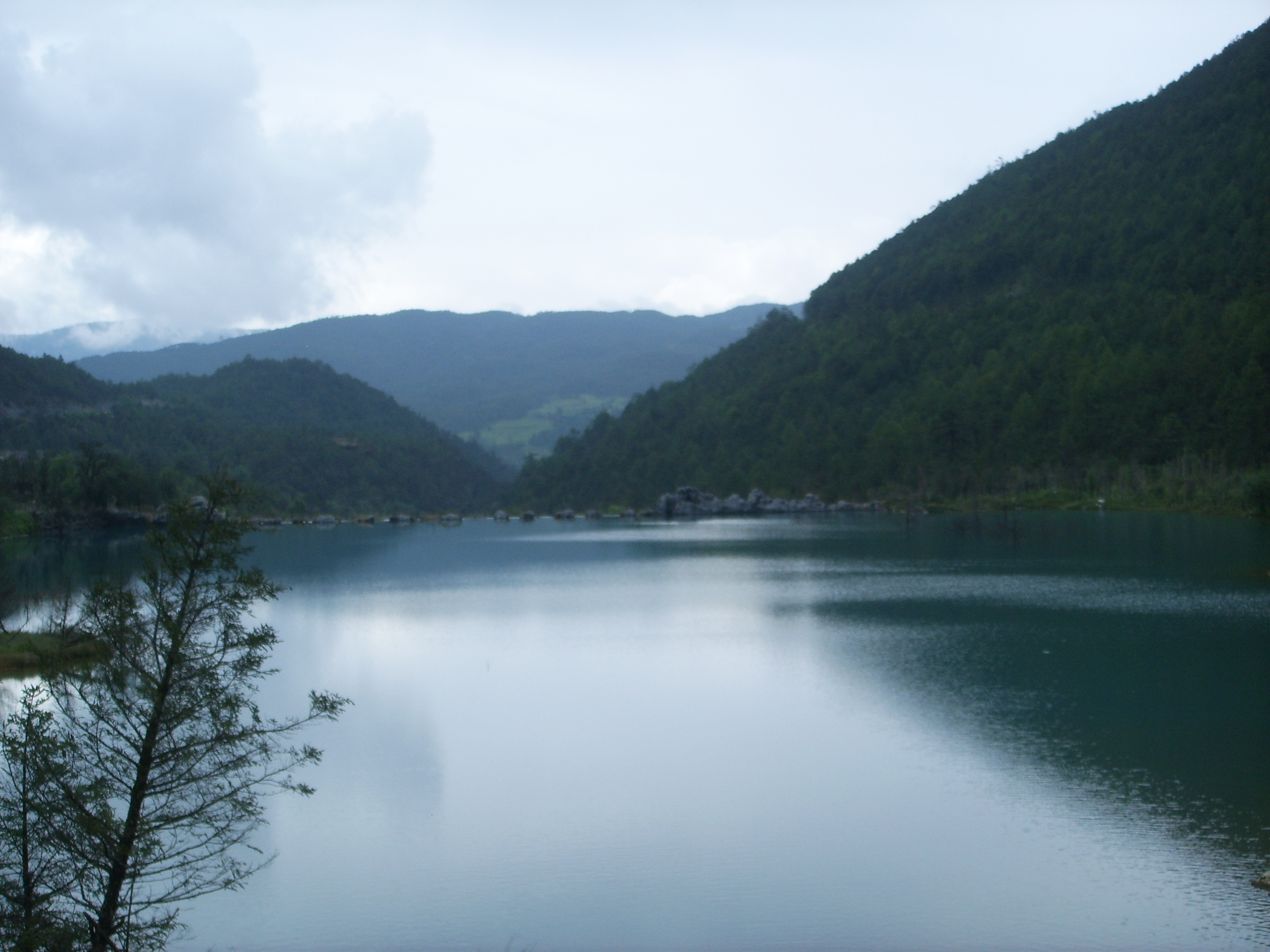
玉龙雪山蓝月湖

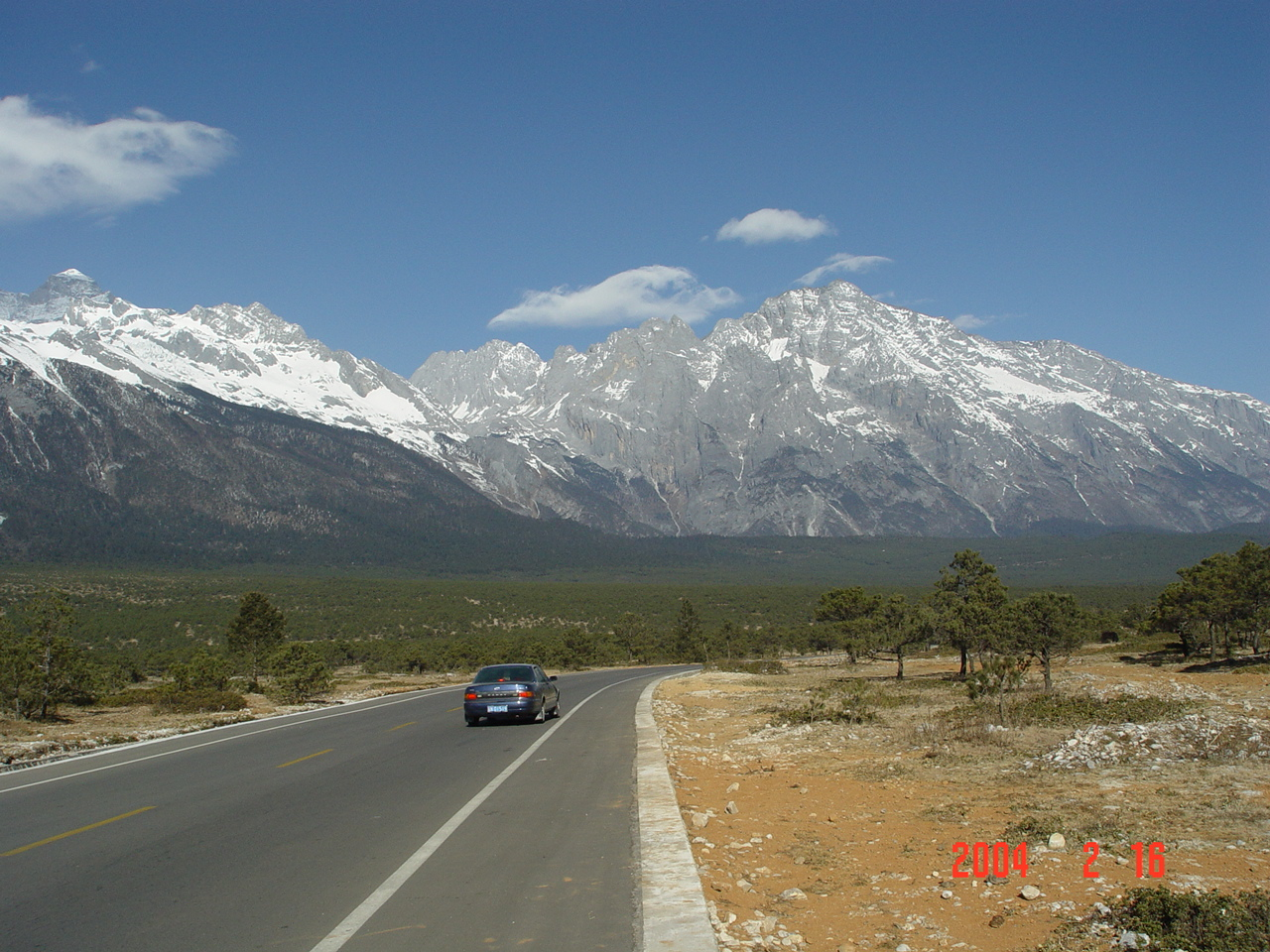
自S208望向玉龙雪山山麓

### 甘海子
甘海子是玉龍雪山東面的一個開闊草甸，全長4公里左右，寬1.5公里，海拔約2900米，爲游人提供了一個觀賞玉龍雪山全景的好場地。甘海子大草甸亦是一個天然牧場，每年春季，住在甘海子附近山澗的藏族、彝族、納西族牧民們都要帶上氈篷，驅趕著牦牛、羊群、黃牛，到草甸放牧。

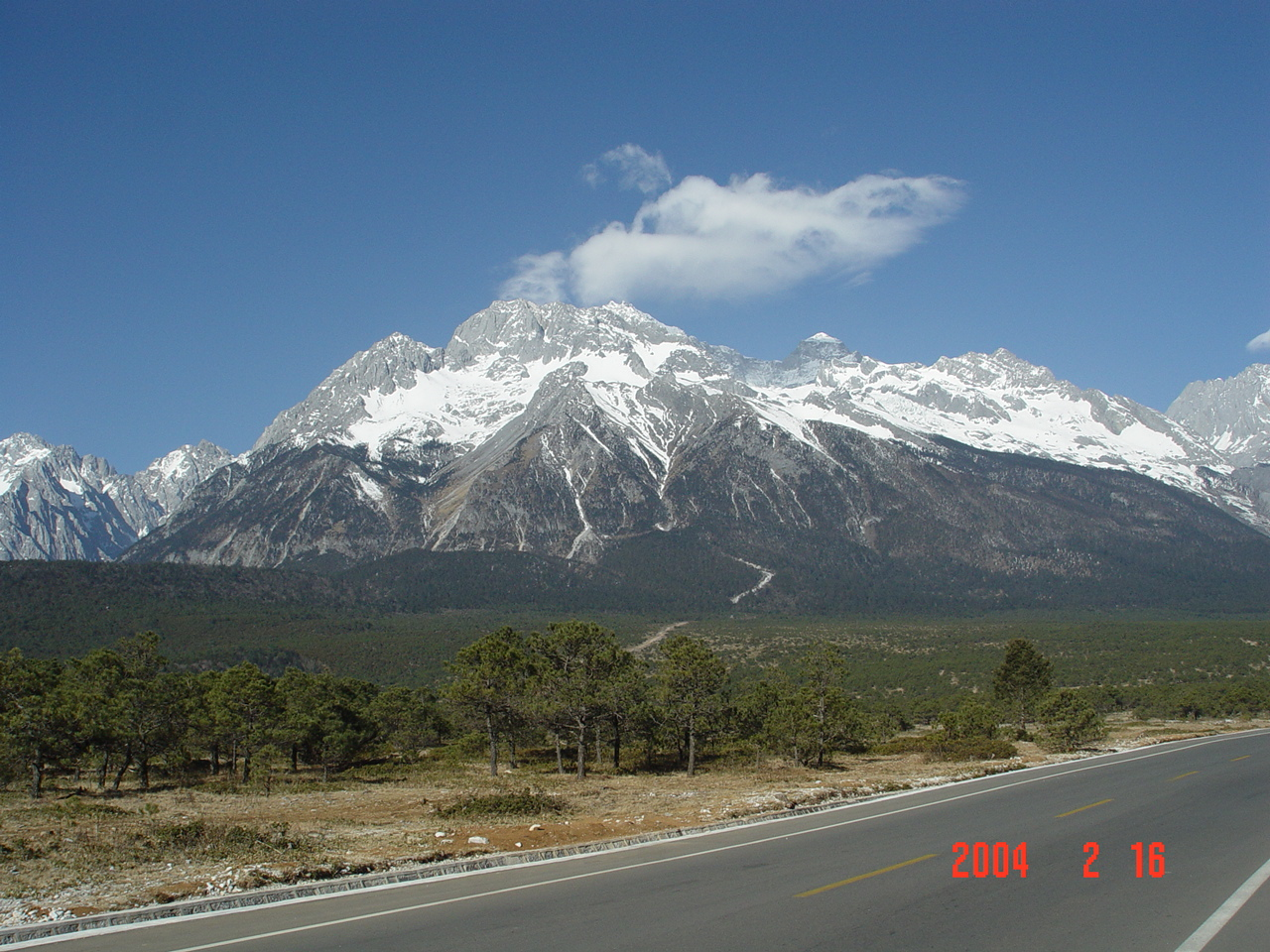
自S208近甘海子段向西眺望玉龙雪山

### 白水河
從乾海子到雲杉坪之間有一山谷，谷底的河叫白水河，因河床、臺地都由白色大理石、石炭石碎塊組成，呈一片灰白色，清泉從石上流過，亦呈白色，因而得名。白水河之水源於四五千米高處的冰川雪原融水。以水質清澈、未受污染聞名。

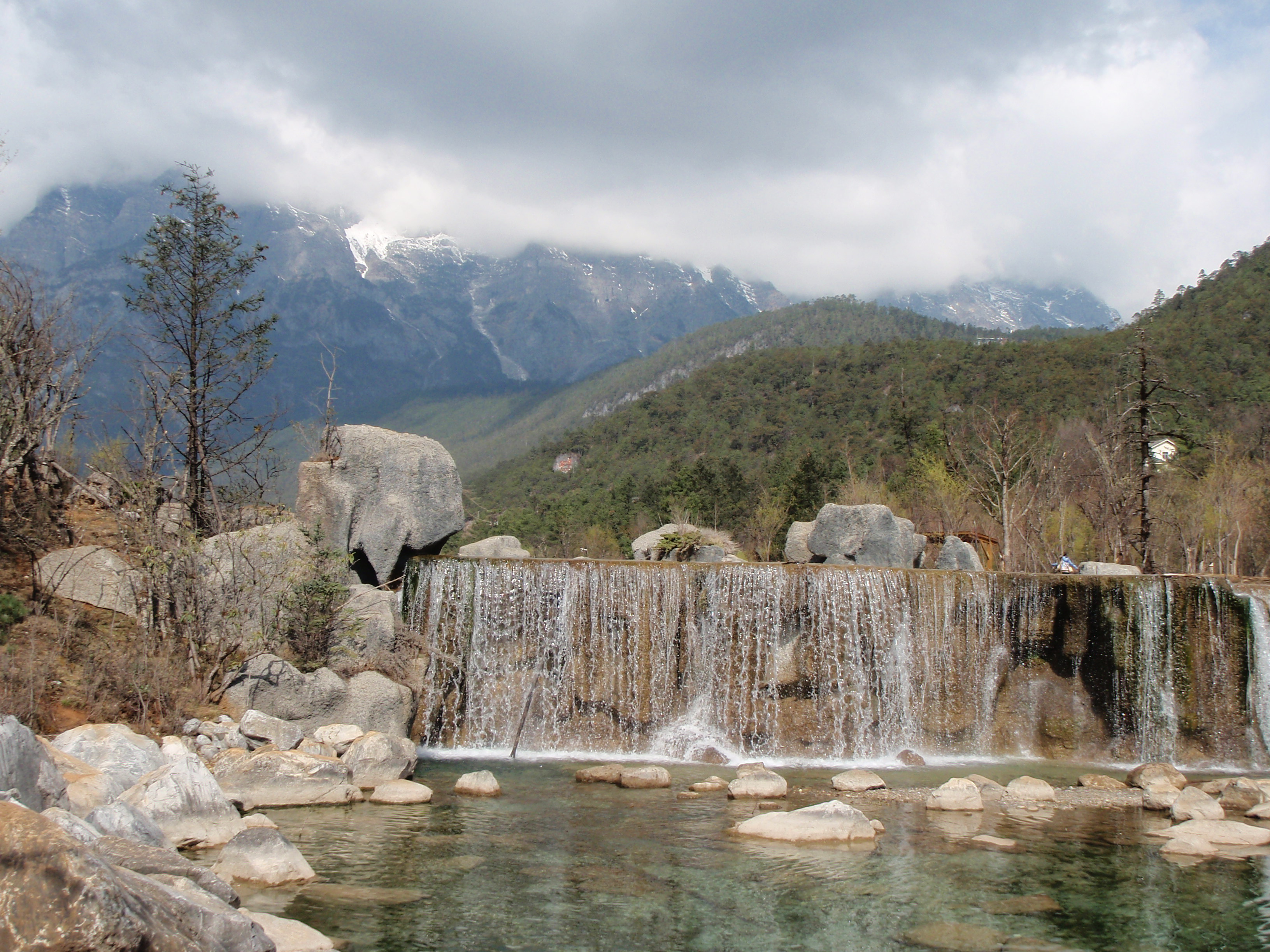
玉龙雪山蓝月谷中的白水河瀑布

### 藍月谷
近些年以小九寨溝享譽的藍月谷景區實際上即為過去大家熟悉的白水河所在。因山谷狀如月牙，「白色」的流水在晴朗之日會轉變成美麗的藍色（如附），因而得名。藍月谷如去的得時，確實會有妨若置身仙境、名不虛傳之感。

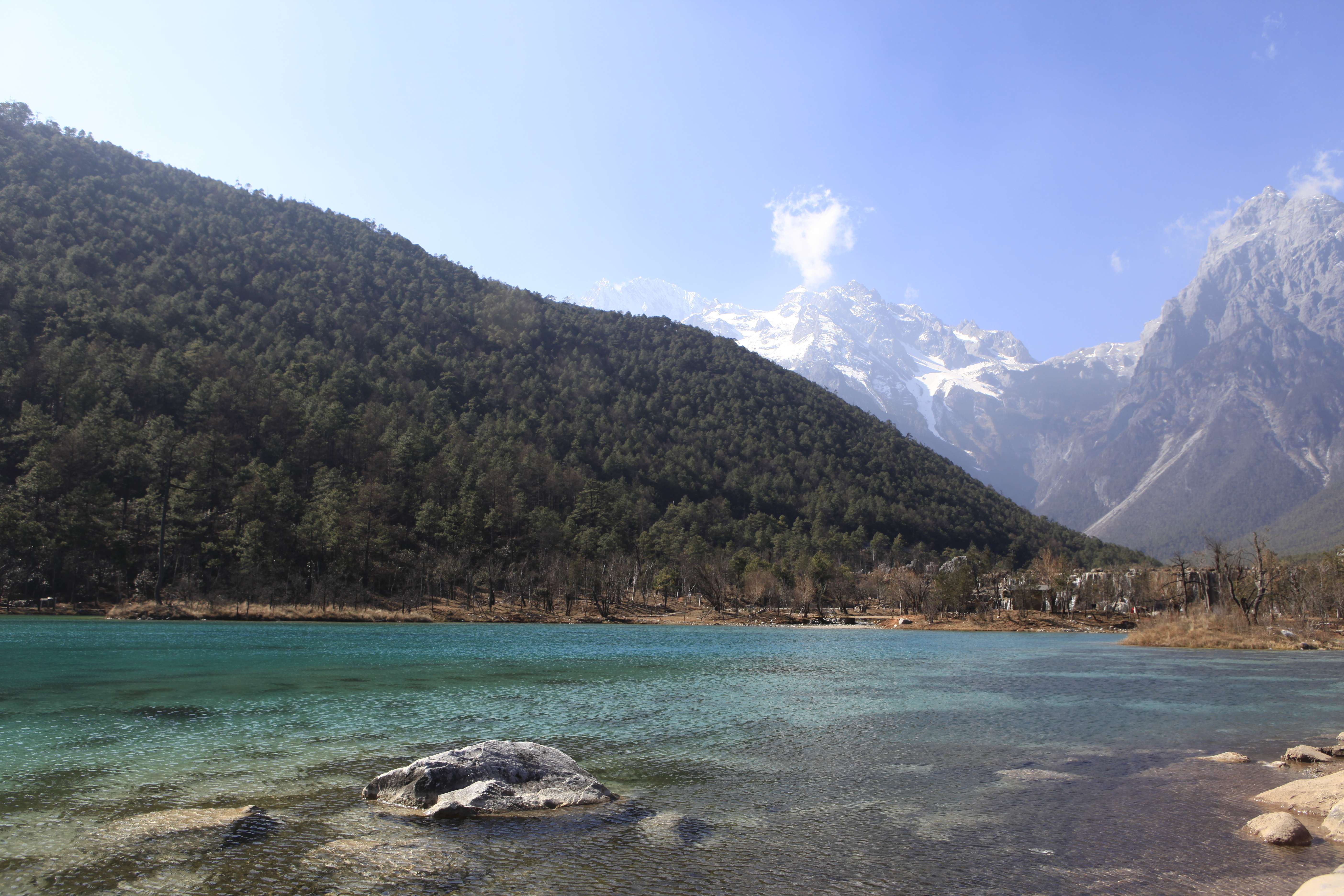
在玉龙雪山蓝月谷流淌的白水河，晴天时河水的色泽时常变幻多端

### 雲杉坪
雲杉坪是玉龍雪山東面的一塊林間草地，約0.5平方公里，又名「情死之地」，海拔3240米，是納西族人心中的聖潔之地。傳說，從這裏可通往「玉龍第三國」。據東巴經記載，玉龍第三國裏「有穿不完的綾羅綢緞，吃不完的鮮果珍品，喝不完的美酒甜奶，用不完的金沙銀團，火紅斑虎當乘騎，銀角花鹿來耕耘，寬耳狐狸做獵犬，花尾錦鶏來報曉」。

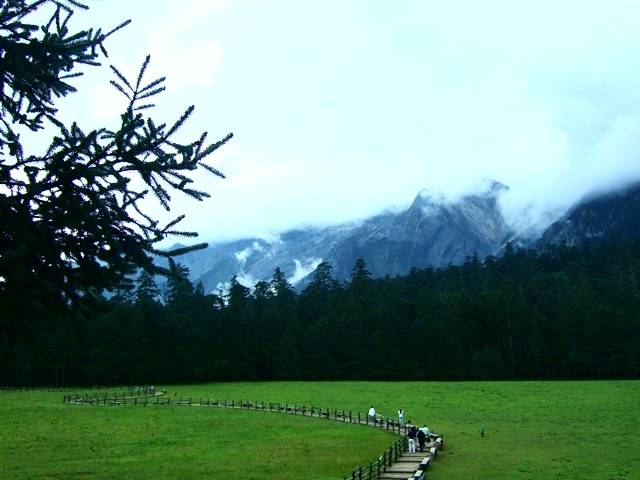
玉龙雪山云杉坪

## 文創改編
| 年份 | 名稱     | 導演 |
| ---- | -------- | ---- |
| 2017 | 第三國度 | 哈斯 |